# Internazionali Femminili di Palermo 2023 - Qualificazioni singolare
Le qualificazioni del singolare degli Internazionali Femminili di Palermo sono un torneo di tennis preliminare per accedere alla fase finale della manifestazione. Le vincitrici dell'ultimo turno sono entrate di diritto nel tabellone principale. In caso di ritiro di una o più giocatrici aventi diritto, a queste subentrano i Lucky loser, ossia le giocatrici che hanno perso nell'ultimo turno ma che hanno una classifica più alta rispetto alle altre partecipanti che hanno comunque perso nel turno finale.

## Teste di serie
1. Nuria Brancaccio (qualificata)
2. Katarina Zavac'ka (primo turno)
3. Hailey Baptiste (primo turno)
4. Tat'jana Prozorova (qualificata)
5. Çağla Büyükakçay (primo turno)
6. Sada Nahimana (primo turno)

1. Suzan Lamens (primo turno)
2. Matilde Paoletti (ritirata)
3. Eva Vedder (qualificata)
4. Francesca Curmi (ultimo turno, lucky loser)
5. Sof'ja Lansere (ultimo turno, lucky loser)
6. Martina Colmegna (ultimo turno)

## Qualificate
1. Nuria Brancaccio
2. Tessah Andrianjafitrimo
3. Eva Vedder

1. Tat'jana Prozorova
2. Mia Ristić
3. Aurora Zantedeschi

### Lucky loser
1. Francesca Curmi

1. Sof'ja Lansere

## Tabellone

### Legenda
| - Q = Qualificato - WC = Wild card - LL = Lucky loser | - ALT = Alternate - SE = Special Exempt - PR = Protected Ranking | - w/o = Walkover - r = Ritirato - d = Squalificato |

### Sezione 1
|  | Primo turno | Primo turno      | Primo turno      | Primo turno | Primo turno |  |  | Ultimo turno | Ultimo turno     | Ultimo turno     | Ultimo turno | Ultimo turno |  |
|  |             |                  |                  |             |             |  |  |              |                  |                  |              |              |  |
|  | 1           | Nuria Brancaccio | Nuria Brancaccio | 6           | 6           |  |  |              |                  |                  |              |              |  |
|  |             | Quinn Gleason    | Quinn Gleason    | 2           | 0           |  |  | 1            | Nuria Brancaccio | Nuria Brancaccio | 6            | 6            |  |
|  | WC          | Gaia Greco       | Gaia Greco       | 4           | 4           |  |  | Alt          | Deborah Chiesa   | Deborah Chiesa   | 1            | 2            |  |
|  | Alt         | Deborah Chiesa   | Deborah Chiesa   | 6           | 6           |  |  |              |                  |                  |              |              |  |

### Sezione 2
|  | Primo turno | Primo turno             | Primo turno             | Primo turno | Primo turno |  |  | Ultimo turno | Ultimo turno            | Ultimo turno | Ultimo turno | Ultimo turno |  |
|  |             |                         |                         |             |             |  |  |              |                         |              |              |              |  |
|  | 2           | Katarina Zavac'ka       | Katarina Zavac'ka       | 4           | 1           |  |  |              |                         |              |              |              |  |
|  |             | Tessah Andrianjafitrimo | Tessah Andrianjafitrimo | 6           | 6           |  |  |              | Tessah Andrianjafitrimo | 6            | 3            | 7            |  |
|  | WC          | Giada Di Paola          | Giada Di Paola          | 0           | 0           |  |  | 10           | Francesca Curmi         | 4            | 6            | 5            |  |
|  | 10          | Francesca Curmi         | Francesca Curmi         | 6           | 6           |  |  |              |                         |              |              |              |  |

### Sezione 3
|  | Primo turno | Primo turno     | Primo turno | Primo turno | Primo turno |  |  | Ultimo turno | Ultimo turno   | Ultimo turno   | Ultimo turno | Ultimo turno |  |
|  |             |                 |             |             |             |  |  |              |                |                |              |              |  |
|  | 3           | Hailey Baptiste | 1           | 6           | 2           |  |  |              |                |                |              |              |  |
|  |             | Dalila Spiteri  | 6           | 2           | 6           |  |  |              | Dalila Spiteri | Dalila Spiteri | 2            | 67           |  |
|  | WC          | Zara Darken     | Zara Darken | 2           | 1           |  |  | 9            | Eva Vedder     | Eva Vedder     | 6            | 7            |  |
|  | 9           | Eva Vedder      | Eva Vedder  | 6           | 6           |  |  |              |                |                |              |              |  |

### Sezione 4
|  | Primo turno | Primo turno        | Primo turno        | Primo turno | Primo turno |  |  | Ultimo turno | Ultimo turno       | Ultimo turno | Ultimo turno | Ultimo turno |  |
|  |             |                    |                    |             |             |  |  |              |                    |              |              |              |  |
|  | 4           | Tat'jana Prozorova | Tat'jana Prozorova | 6           | 7           |  |  |              |                    |              |              |              |  |
|  |             | Angelica Moratelli | Angelica Moratelli | 4           | 5           |  |  | 4            | Tat'jana Prozorova | 6            | 3            | 6            |  |
|  |             | Andrea Gámiz       | Andrea Gámiz       | 61          | 1           |  |  | 11           | Sof'ja Lansere     | 1            | 6            | 2            |  |
|  | 11          | Sof'ja Lansere     | Sof'ja Lansere     | 7           | 6           |  |  |              |                    |              |              |              |  |

### Sezione 5
|  | Primo turno | Primo turno            | Primo turno            | Primo turno | Primo turno |  |  | Ultimo turno | Ultimo turno           | Ultimo turno | Ultimo turno | Ultimo turno |  |
|  |             |                        |                        |             |             |  |  |              |                        |              |              |              |  |
|  | 5           | Çağla Büyükakçay       | 7                      | 68          | 5           |  |  |              |                        |              |              |              |  |
|  |             | Mia Ristić             | 64                     | 7           | 7           |  |  |              | Mia Ristić             | 1            | 7            | 7            |  |
|  |             | Kathinka von Deichmann | Kathinka von Deichmann | 6           | 7           |  |  |              | Kathinka von Deichmann | 6            | 62           | 63           |  |
|  | 7           | Suzan Lamens           | Suzan Lamens           | 3           | 64          |  |  |              |                        |              |              |              |  |

### Sezione 6
|  | Primo turno | Primo turno        | Primo turno      | Primo turno | Primo turno |  |  | Ultimo turno | Ultimo turno       | Ultimo turno       | Ultimo turno | Ultimo turno |  |
|  |             |                    |                  |             |             |  |  |              |                    |                    |              |              |  |
|  | 6           | Sada Nahimana      | 4                | 6           | 0           |  |  |              |                    |                    |              |              |  |
|  | WC          | Aurora Zantedeschi | 6                | 3           | 6           |  |  | WC           | Aurora Zantedeschi | Aurora Zantedeschi | 6            | 6            |  |
|  |             | Stephanie Wagner   | Stephanie Wagner | 4           | 2           |  |  | 12           | Martina Colmegna   | Martina Colmegna   | 0            | 3            |  |
|  | 12          | Martina Colmegna   | Martina Colmegna | 6           | 6           |  |  |              |                    |                    |              |              |  |